# Omicidio di Rosario Berardi
L'omicidio di Rosario Berardi venne commesso a Torino il 10 marzo 1978 durante gli anni di piombo dalla colonna torinese dell'organizzazione terroristica delle Brigate Rosse. Il nucleo armato era costituito da tre uomini e una donna, e uccise il maresciallo di Pubblica Sicurezza Rosario Berardi, mentre sostava in attesa del tram vicino alla propria abitazione in Corso Belgio, per recarsi al lavoro al commissariato di Porta Palazzo. In precedenza Berardi era stato impegnato nell'attività di contrasto del terrorismo di sinistra prestando servizio con successo nei nuclei antiterrorismo della Questura del capoluogo piemontese. I brigatisti dopo aver ucciso la vittima con sette colpi di pistola, riuscirono a sganciarsi e fecero perdere le loro tracce.
L'omicidio avvenne alla vigilia della nuova sessione del processo in corso a Torino da quasi due anni contro il cosiddetto "nucleo storico" delle Brigate Rosse, e provocò grande emozione e sconcerto tra le autorità e l'opinione pubblica. A partire dalla testimonianza di Patrizio Peci, uno dei brigatisti componenti il nucleo armato autore dell'agguato, gli inquirenti poterono chiarire i particolari dell'attentato e individuare i responsabili che furono tutti arrestati e condannati all'ergastolo.

## Storia

### Contesto
Dalla fine del 1976, Torino era divenuta il centro delle azioni più cruente e pericolose delle Brigate Rosse, in coincidenza con la crescita numerica e logistica dell'organizzazione, dell'assunzione della direzione del Comitato Esecutivo da parte dei nuovi dirigenti guidati da Mario Moretti, e soprattutto dell'inizio nel capoluogo piemontese del processo ai brigatisti del cosiddetto "nucleo storico", identificati e in gran parte arrestati negli anni precedenti. Dopo il sanguinoso agguato di salita Santa Brigida a Genova dell'8 giugno 1976 in cui erano stati uccisi da un nucleo armato brigatista il magistrato Francesco Coco e i due uomini della sua scorta, il processo torinese era stato rinviato una prima volta anche a causa del comportamento ostruzionistico dei detenuti che avevano rifiutato di accettare le procedure processuali e avevano inscenato il cosiddetto "processo guerriglia", mostrando un comportamento sprezzante e minaccioso nei confronti della corte e degli avvocati d'ufficio. Il processo venne quindi rinviato alla primavera 1977 e nel frattempo la colonna torinese del Brigate Rosse crebbe numericamente, con l'arrivo in clandestinità di nuovi militanti, e potenziò la sua struttura logistico-militare. Il Comitato Esecutivo aveva previsto di rafforzare la colonna rendendola in grado di sferrare attacchi sia contro i dirigenti della Fiat, sia contro politici locali, sia contro funzionari e magistrati impegnati a consentire il regolare svolgimento del processo. La colonna di Torino "Margherita Cagol-Mara" era diretta da Rocco Micaletto, "nome di battaglia" "Lucio", esperto componente del Comitato Esecutivo strettamente legato a Mario Moretti, ed era composta originariamente da solo altri due clandestini, Cristoforo Piancone "Sergio" e Raffaele Fiore "Marcello". Alla fine del 1976 arrivò da Milano Patrizio Peci, "Mauro", e poco dopo entrò in clandestinità anche Nadia Ponti, "Marta", mentre un numero crescente di militanti regolari non clandestini vennero immessi progressivamente nell'organizzazione e parteciparono agli attentati. Nel corso del 1977 i brigatisti della colonna torinese, militanti di prevalente origine operaia determinati, aggressivi e fortemente ideologizzati, riuscirono a moltiplicare le azioni senza cedimenti e senza che le forze dell'ordine fossero in grado di fermare la tragica catena di fatti di sangue. A fine anno si contarono due omicidi e dodici gambizzazioni a opera delle Brigate Rosse e inoltre fenomeni di terrorismo "diffuso" e la proliferazione di gruppi eversivi minori contribuirono a diffondere la paura e lo sgomento a Torino.

Il 28 aprile 1977 le Brigate Rosse uccisero a Torino il presidente dell'ordine degli avvocati Fulvio Croce

Il 28 aprile 1977 un nucleo armato di tre uomini e una donna, guidato da Rocco Micaletto, uccise Fulvio Croce, il presidente dell'ordine degli avvocati, proprio alla vigilia della ripresa del processo al nucleo "storico". L'evento ebbe conseguenze drammatiche: la paura impedì la formazione della giuria popolare, la città venne fortemente presidiata dalle forze dell'ordine; infine il 3 maggio il presidente della corte d'assise fu costretto ad ammettere l'impossibilità tecnica di continuare il processo che quindi venne di nuovo rinviato. Nella seconda metà del 1977 continuò lo stillicidio di attentati della colonna brigatista, culminati il 16 novembre con l'agguato contro il giornalista Carlo Casalegno che venne mortalmente ferito da un gruppo armato composto da quattro terroristi guidati da Raffaele Fiore. L'atmosfera torinese divenne ancora più pesante, la base operaia non sembrò molto impressionata dal nuovo attentato e non mancarono tra gli operai della Fiat reazioni di indifferenza verso la vittima e di distacco dalla lotta al terrorismo. All'inizio del 1978 era previsto il nuovo tentativo di organizzare a Torino il processo al nucleo "storico" brigatista; la città visse giorni di estrema tensione e un imponente apparato di sicurezza venne istituito per garantire lo svolgimento dell'assise. Le Brigate Rosse tuttavia erano decise a intervenire nuovamente e, mentre a Roma era in progettazione la cosiddetta "campagna di primavera" e l'"attacco al cuore dello stato" che sarebbe culminato con l'agguato di via Fani e il sequestro Moro, i brigatisti della colonna torinese stavano pianificando un nuovo attentato clamoroso per diffondere una ondata di terrore nella città.

### La vittima

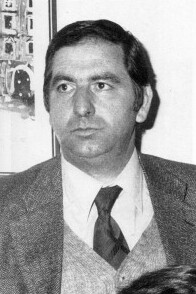
Il maresciallo di Pubblica Sicurezza Rosario Berardi.

Il maresciallo di Pubblica Sicurezza Rosario Berardi, 52 anni, sposato con Filomena Di Terlizzi, padre di cinque figli, dirigeva nel marzo 1978 il posto di polizia periferico di Porta Palazzo a Torino. Nato a Bari e in servizio da trent'anni, in precedenza aveva svolto compiti di rilievo all'ufficio politico della Questura a partire dal 1970 e poi nel 1974 aveva diretto una squadra speciale dei Nuclei antiterrorismo (Nat) sempre nel capoluogo piemontese. In questi incarichi aveva mostrato professionalità ed efficienza collaborando con il giudice Luciano Violante nelle inchieste contro l'eversione neofascista di Ordine Nero e Ordine Nuovo e con il giudice Giancarlo Caselli nelle indagini sulle Brigate Rosse. In particolare aveva lavorato con il Nat di Torino diretto dal dirigente di polizia Giorgio Criscuolo che aveva raggiunto importanti risultati nella lotta contro l'organizzazione terroristica di estrema sinistra, individuando basi e strutture logistiche e catturando i primi militanti del gruppo. Il nucleo antiterrorismo di Torino, di cui facevano parte tra gli altri Berardi e il commissario Antonio Esposito, aveva svolto indagini che avevano permesso la cattura a Firenze di Paolo Maurizio Ferrari, di arrestare nel luglio 1976 Giuliano Naria, sospettato di aver preso parte all'agguato di Genova dell'8 giugno 1976 contro il magistrato Francesco Coco, di catturare nel settembre 1976 il militante dei NAP Giuseppe Sofia. Il maresciallo Berardi aveva svolto un ruolo diretto soprattutto nell'operazione antiterrorismo del 2 maggio 1975 che aveva permesso al funzionario di polizia e a un altro sottufficiale di irrompere, travestiti da operai dell'Enel, nella base brigatista di via Pianezza 90 a Torino, dove furono arrestati due membri importanti del gruppo, Arialdo Lintrami e Tonino Loris Paroli, e dove fu scoperto un grande archivio delle Brigate Rosse contenente molta documentazione sulle precedenti azioni e sugli obiettivi politico-militari dell'organizzazione. Il ruolo del maresciallo Berardi era stato divulgato e sue foto erano state pubblicate sui giornali che lo ritraevano insieme ai terroristi arrestati Arialdo Lintrami, Maurizio Ferrari, Prospero Gallinari e Alfredo Bonavita; era previsto anche che egli testimoniasse nel corso del processo di Torino al nucleo "storico". Tuttavia, dopo lo scioglimento dei nuclei antiterrorismo, Berardi apparentemente era uscito dagli incarichi nelle sezioni politiche della polizia riorganizzate nella DIGOS, ed era stato trasferito a un incarico secondario in periferia nel piccolo commissariato di Porta Palazzo dove sembrava destinato a svolgere finalmente un servizio tranquillo dopo anni passati in situazione di pericolo. Il maresciallo Berardi, apprezzato e stimato dai suoi colleghi di lavoro, si recava ogni giorno al commissariato di Porta Palazzo dalla sua casa di via Manin 1 salendo sul tram della linea 7 alla fermata di largo Belgio, vicino alla sua abitazione.

### L'omicidio
Alle ore 07.45 di venerdì 10 marzo 1978 Berardi uscì dalla propria abitazione come ogni giorno e si incamminò a piedi, in borghese, con un borsello in cui era contenuta la sua pistola d'ordinanza Beretta 92, verso largo Belgio dove era la fermata dei tram delle linee 5 e 7. L'area di sosta distava appena 170 passi dalla sua abitazione in via Manin e il sottufficiale percorse corso Farini, costeggiò il muro dello stabilimento Italgas e raggiunse largo Belgio dove erano presenti parecchie persone in attesa; la zona era trafficata, sul marciapiede in mezzo a largo Belgio c'era un chiosco di benzina, l'area sembrava del tutto tranquilla. Quella mattina dall'altra parte della strada in largo Belgio era in sosta una Fiat 128 blu con quattro persone a bordo, tre uomini e una donna; vedendo arrivare Berardi, i tre uomini scesero dall'autoveicolo; uno, armato di mitra, inizialmente percorse pochi passi e si avvicinò al benzinaio, mentre gli altri due attraversarono la carreggiata e si portarono vicino al maresciallo che era fermo con la pipa in bocca in attesa del tram insieme alle altre persone. I due uomini iniziarono immediatamente a sparare con le pistole contro il maresciallo che fu colpito alla schiena da tre colpi; mentre cadeva a terra egli cercò di ripararsi istintivamente il volto con le mani; gli aggressori ripresero a sparare sulla vittima a terra colpendolo con altri quattro colpi al capo e alle braccia. Nel frattempo, l'uomo armato di mitra si era avvicinato a sua volta agli altri complici e minacciò con la sua arma le altre persone che erano terrorizzate dalla drammatica scena. In pochi attimi uno degli attentatori raccolse il borsello del maresciallo Berardi che conteneva oltre alla pistola d'ordinanza documenti d'identità e un'agenda con i nomi e i numeri dei suoi colleghi, poi i tre risalirono sulla Fiat 128 blu in attesa e si allontanarono rapidamente dal luogo dell'agguato. Poco dopo in largo Belgio, in un'atmosfera di panico e terrore, arrivò una guardia di Pubblica Sicurezza proveniente dal vicino commissariato Vanchiglia che riconobbe il maresciallo Berardi; venne fatta arrivare un'ambulanza che trasportò la vittima all'ospedale Molinette dove si poté solo constatarne il decesso. Sul posto rimasero per qualche tempo la pipa del maresciallo, due proiettili e due bossoli; ben presto arrivarono gli agenti dell'ufficio politico e il sostituto procuratore di turno Vittorio Corsi per raccogliere le testimonianze delle numerose persone presenti e per i rilievi scientifici. Alle ore 8:35 una telefonata anonima all'agenzia ANSA rivendicò a nome delle Brigate Rosse di aver "colpito Berardi Rosario", sarebbe seguito un "comunicato". Nel corso della giornata, mentre si succedevano nuove rivendicazioni di dubbia attendibilità in cui si ribadiva la responsabilità delle Brigate Rosse e venivano minacciate nuove azioni nel caso di un proseguimento del processo al nucleo "storico", si diffuse la paura tra la popolazione e la rabbia tra gli uomini delle forze dell'ordine, sgomenti per le continue perdite tra i colleghi ed estremamente esasperati dalla violenza dei brigatisti; furono evocati anche propositi di vendetta. Nella città correvano voci incontrollate di nuovi attentati, di altri morti, di minacce e avvertimenti su bombe presenti negli uffici della Regione Piemonte e alla sede del giornale La Stampa. Anche nell'aula del processo regnava grande confusione; tra alcuni degli avvocati d'ufficio erano presenti fenomeni di depressione e di rifiuto a proseguire una difesa "tecnica" contro la volontà degli accusati. I magistrati Caselli e Violante, che avevano conosciuto Berardi e collaborato con il maresciallo assassinato, diffusero dichiarazioni di riprovazione e incredulità per la "ferocia" e la "bestialità criminale" dei terroristi, invitando alla lotta contro l'eversione per assicurare i colpevoli alla giustizia. Nel pomeriggio del 10 marzo 1978 le Brigate Rosse diffusero il comunicato di rivendicazione; la colonna "Margherita Cagol-Mara" definiva l'agguato "episodio di un più generale attacco alla struttura militare del nemico", non direttamente collegato al processo in corso, e descriveva Berardi come "uno dei fondatori dei famigerati Nat (nuclei antiterrorismo)", colpito "non per il suo operato soggettivo, bensì per il suo ruolo". L'organizzazione terroristica analizzava nel documento l'apparato "repressivo" del cosiddetto "Stato imperialista delle multinazionali" e concludeva che bisognava "rispondere alla guerra con la guerra". Contemporaneamente nell'aula del processo i brigatisti detenuti cercarono di leggere un loro documento in cui definivano la morte di Berardi una "vittoria" e minacciavano nuovamente i difensori d'ufficio; il presidente della corte Guido Barbaro fece impedire la lettura in aula del documento che fu allegato agli atti.

La salma del maresciallo Berardi durante i funerali.

## Indagini
Le indagini sull'assassinio, intraprese in un'atmosfera eccitata e confusa, si rivelarono subito difficili; gli inquirenti non disponevano di informazioni aggiornate e attendibili sugli effettivi componenti della colonna di Torino delle Brigate Rosse e le informazioni fornite dai testimoni erano generiche e di limitata utilità. Sabato 11 marzo furono divulgati quattro nomi di possibili componenti del nucleo di fuoco in largo Belgio: Corrado Alunni, Susanna Ronconi, Prospero Gallinari e Lauro Azzolini; si trattava di persone già molto note, coinvolte in fatti precedenti e conosciute dagli inquirenti come presumibili militanti dell'organizzazione. In realtà queste prime affrettate conclusioni delle indagini erano completamente errate: i quattro terroristi non erano materialmente coinvolti nella vicenda e il 10 marzo nessuno di loro si trovava effettivamente a Torino; Alunni e la Ronconi addirittura non facevano più parte da alcuni anni delle Brigate Rosse. Anche il coinvolgimento di Brunhild Pertramer, che venne arrestata il 22 marzo a Novara e ritenuta la donna del gruppo omicida, ben presto si rivelò uno sbaglio; la Pertramer, del tutto estranea ai fatti, venne quasi subito rilasciata. 

Patrizio Peci "Mauro" fu uno dei quattro brigatisti del nucleo armato che uccise Rosario Berardi.

Il 19 febbraio 1980 vennero arrestati a Torino dai carabinieri del generale Carlo Alberto dalla Chiesa, Rocco Micaletto, membro del Comitato Esecutivo delle Brigate Rosse, e Patrizio Peci, uno dei dirigenti più esperti della colonna "Margherita Cagol-Mara". Dopo circa un mese quest'ultimo decise, a suo dire per convincimento sull'inutilità della lotta armata e anche per evitare le conseguenze giudiziarie dei suoi crimini, di collaborare con i carabinieri e fornire un ampio e dettagliato resoconto delle sue responsabilità e delle informazioni a sua conoscenza sull'organizzazione terroristica, sui suoi militanti e sulle singole azioni. Fu quindi possibile finalmente per gli inquirenti chiarire la dinamica degli eventi e le responsabilità individuali della maggior parte degli attentati brigatisti compiuti a Torino, di cui Peci aveva conoscenza diretta nei dettagli avendo egli militato per quasi quattro anni nella colonna piemontese. Peci raccontò tra l'altro tutti i retroscena e i particolari dell'agguato al maresciallo Berardi a cui egli ammise di aver partecipato personalmente. Riguardo alle motivazioni dell'attentato peraltro le dichiarazioni di Peci furono in parte contraddittorie: dopo aver in un primo tempo collegato l'omicidio in modo specifico al processo in corso contro il nucleo "storico" e alla necessità per i brigatisti di "dare una risposta" militare al tentativo dello stato di processare il gruppo eversivo, egli asserì invece che l'assassinio derivò in modo preminente dalla volontà delle Brigate Rosse di "colpire qualcuno dell'antiterrorismo"; per la prima volta sarebbe stata attaccato uno dei membri della DIGOS, considerati i rappresentanti principali della "repressione".
Secondo Patrizio Peci, la colonna torinese delle Brigate Rosse riconsiderò criticamente l'azione conclusa con l'omicidio di Rosario Berardi; controllando il contenuto del borsello furono trovati alcuni documenti personali, i numeri telefonici di magistrati e di funzionari di polizia, poco denaro, fotografie familiari e la pistola in dotazione Beretta 92S. Diversamente da come avevano temuto i brigatisti, il maresciallo non era affatto sempre pronto a reagire: l'arma infatti fu trovata senza il colpo in canna e con la sicura inserita. In conclusione Peci afferma che i militanti della colonna si convinsero di aver colpito un personaggio ormai estraneo alla lotta al terrorismo che svolgeva solo compiti minori nel commissariato di Porta Palazzo. Lauro Azzolini, che al momento dei fatti era uno dei quattro componenti del Comitato Esecutivo, invece smentisce in un'intervista a Giorgio Bocca questa ricostruzione di Peci e afferma che l'azione fu studiata accuratamente e raggiunse gli obiettivi previsti. Secondo Azzolini le Brigate Rosse ritennero che il trasferimento nei commissariati in periferia di alcuni funzionari di polizia esperti e capaci, come Rosario Berardi e Antonio Esposito, in precedenza attivi nell'antiterrorismo, non fosse casuale ma facesse parte di un progetto delle autorità per potenziare la lotta all'eversione di sinistra direttamente nell'ambiente sociale e per costituire una rete di informatori che permettesse di individuare i clandestini e i fiancheggiatori dell'organizzazione. Le Brigate Rosse avrebbero quindi deciso di colpire alcuni di questi dirigenti, tra cui Berardi, per bloccare queste attività dell'apparato di contrasto dello stato.

Berardi venne individuato dal brigatista regolare non clandestino Andrea Coi "Alberto" che, vedendolo uscire da una caserma ritenuta sede di un reparto della DIGOS, lo seguì e, dopo una ricerca al registro automobilistico sulla targa della sua automobile, scoprì l'identità del sottufficiale; Berardi era già conosciuto dalle Brigate Rosse che sapevano dei suoi importanti compiti nella lotta al terrorismo negli anni precedenti. All'interno della colonna torinese tuttavia ci furono forti dubbi sulla reale importanza e pericolosità del personaggio, che appariva ormai impiegato in compiti secondari, distaccato in un commissariato di periferia, e quindi sull'opportunità di colpirlo; Berardi non sembrava più attivo nell'antiterrorismo. Secondo Peci, sarebbe stata soprattutto Nadia Ponti a insistere per continuare l'inchiesta e organizzare l'attentato, dicendosi sicura che Berardi fosse un "grosso personaggio". 
Il maresciallo di polizia venne quindi ripetutamente pedinato per controllarne abitudini e comportamenti; egli, che sembrava svolgere una vita regolare recandosi tutti i giorni al commissariato di Porta Palazzo, apparve sospettoso: Peci notò che in alcune occasioni prendeva misure per sviare eventuali pedinamenti. Berardi si recava al lavoro a volte con la sua auto ma di solito usciva di casa a piedi ed utilizzava il tram della linea 7 o l'autobus. I brigatisti erano seriamente preoccupati per le difficoltà pratiche dell'attentato e temevano anche militarmente la supposta capacità di reazione del maresciallo. Il luogo scelto per l'agguato, alla fermata della linea dei tram in largo Belgio, non era molto sicuro dato che si trovava a soli cento metri dal commissariato Vanchiglia, di fronte c'era un locale frequentato da poliziotti; inoltre Berardi si muoveva con prudenza, portava sempre con sé un borsello, era sicuramente armato e teneva spesso le mani nelle tasche del giubbotto che di solito indossava. Peci riferisce nelle sue memorie che i brigatisti temevano che egli fosse pronto a reagire con le armi contro eventuali aggressori.
La direzione della colonna di Torino decise quindi di organizzare un nucleo armato particolarmente esperto e tecnicamente preparato per evitare sorprese ed eseguire l'attentato con successo; inoltre venne previsto che a sparare contro Berardi, diversamente dalla procedura consueta che prevedeva che a compiere materialmente gli attentati fosse un solo militante, appoggiato dagli altri, fossero due brigatisti contemporaneamente. Peci descrive nelle sue memorie l'estrema tensione tra i componenti del gruppo di fuoco nella fase dei preparativi e soprattutto la mattina dell'agguato. Il nucleo armato, costituito da tre uomini, Cristoforo Piancone "Sergio", Vincenzo Acella "Filippo" e Patrizio Peci "Mauro", e una donna, Nadia Ponti "Marta", si recò per la prima volta sul luogo previsto dell'agguato in largo Belgio l'8 marzo ma in quella circostanza Berardi non uscì di casa; il giorno dopo invece il maresciallo arrivò alla fermata del tram ma la presenza casuale di altri due poliziotti nelle vicinanze indusse il gruppo a rinviare ancora al giorno seguente, venerdì 10 marzo 1978.

Nadia Ponti "Marta".

Quella mattina, secondo il racconto di Peci, fu Nadia Ponti che individuò il maresciallo Berardi e segnalò agli altri militanti che l'uomo era uscito di casa e si stava incammiando verso la fermata; Peci si posizionò in funzione di appoggio sul marciapiede del tram posto al centro della strada e, armato di mitra, si tenne pronto ad intervenire all'occorrenza; Piancone e Acella attesero il maresciallo in mezzo alla gente nell'area di sosta del mezzo pubblico. I quattro brigatisti videro arrivare Berardi che camminava piano apparentemente tranquillo; a venti metri dalla fermata Peci ricorda che il maresciallo si fermò per accendere la pipa, quindi proseguì e superò Piancone e Acella fermi insieme alla gente in attesa del tram.
Dopo averlo lasciato passare, i due brigatisti iniziarono immediatamente a sparare con le pistole alla schiena del maresciallo Berardi; Piancone aveva una Nagant M1895 mentre Acella sparò con una Beretta 7,65 mod. 70. La vittima fu raggiunta dai proiettili e cadde a terra; i due brigatisti continuarono a sparargli ancora. Secondo Peci il maresciallo non accennò alcuna reazione e morì praticamente subito; Piancone e Acella si affrettarono a perquisire il corpo, non trovarono alcuna arma nelle tasche del giubbotto e sottrassero il borsello del maresciallo. In largo Belgio la drammatica scena aveva provocato il panico tra la gente e Peci ebbe difficoltà a controllare la situazione; egli ricorda che dovette minacciare la gente con il mitra e urlare frasi minacciose per evitare reazioni terrorizzate delle persone che cercavano di fuggire dal luogo dell'attentato. Nonostante la confusione e il terrore della gente, i tre terroristi riuscirono ad allontanarsi agevolmente su una Fiat 128 blu, alla cui guida era pronta Nadia Ponti, e fecero perdere le loro tracce.
Ancor prima dell'arresto di Peci e della sua collaborazione con gli inquirenti che permise di chiarire la dinamica dell'agguato e identificare i responsabili materiali, le forze dell'ordine catturarono due dei componenti del nucleo armato: Cristoforo Piancone venne arrestato l'11 aprile 1978 dopo essere rimasto ferito nell'agguato mortale contro l'agente di custodia Lorenzo Cotugno, mentre Vincenzo Acella venne sorpreso e catturato insieme a Raffaele Fiore il 17 marzo 1979 durante un controllo casuale della polizia. Infine, dopo l'arresto di Patrizio Peci il 19 febbraio 1980, l'ultimo componente del gruppo di fuoco, Nadia Ponti, venne catturato a Torino il 22 dicembre 1980 mentre si trovava insieme a Vincenzo Guagliardo. Tranne Peci che beneficiò dei vantaggi previsti dalla legge per i collaboratori con la giustizia, gli altri tre brigatisti furono processati e condannati all'ergastolo scontando lunghe pene detentive fino ad ottenere i benefici previsti dalla legge nel primo decennio del XXI secolo.

## Commemorazioni

I famigliari del maresciallo Berardi a colloquio con l'arcivescovo di Torino Anastasio Alberto Ballestrero.

Al maresciallo Rosario Berardi, che lasciò la moglie e cinque figli di età compresa tra 28 e 21 anni, lo stato ha assegnato alla memoria la Medaglia d'oro al merito civile.